# Нурчик
Нурчик (пол. Nurczyk) — село в Польщі, у гміні Нурець-Станція Сім'ятицького повіту Підляського воєводства. Населення — 52 особи (2011).

## Історія
Вперше згадується 1692 року. Біля села містився двір. У 1975—1998 роках село належало до Білостоцького воєводства.

## Демографія
Демографічна структура станом на 31 березня 2011 року:
|          | Загалом | Допрацездатний вік | Працездатний вік | Постпрацездатний вік |
| -------- | ------- | ------------------ | ---------------- | -------------------- |
| Чоловіки | 29      | 9                  | 16               | 4                    |
| Жінки    | 23      | 3                  | 9                | 11                   |
| Разом    | 52      | 12                 | 25               | 15                   |